# Сикабе
Сикабе (яп. 鹿部町 Сикабэ-тё:) — посёлок в Японии, находящийся в уезде Каябе округа Осима губернаторства Хоккайдо. Площадь посёлка составляет 110,61 км², население — 4262 человека (30 июня 2014), плотность населения — 38,53 чел./км².

## Географическое положение
Посёлок расположен на острове Хоккайдо в губернаторстве Хоккайдо. С ним граничат город Хакодатэ и посёлки Нанаэ, Мори.

## Население
Население посёлка составляет 4262 человека (30 июня 2014), а плотность — 38,53 чел./км². Изменение численности населения с 1980 по 2005 годы:
| 1980 | 5011 чел. |  |
| 1985 | 5107 чел. |  |
| 1990 | 4979 чел. |  |
| 1995 | 4822 чел. |  |
| 2000 | 4907 чел. |  |
| 2005 | 4919 чел. |  |

## Символика
Деревом посёлка считается Sorbus commixta, цветком — рододендрон.